# SMIL Timesheets
SMIL Timesheets ist eine Stylesheetsprache, die dem Zweck dient, als externes Stylesheet die Zeiteinteilung der Synchronized Multimedia Integration Language zu steuern, und somit die Zeitgebung und Präsentationseinstellungen vom Inhalt der Präsentation, der in einer anderen Auszeichnungssprache geschrieben ist, abzugrenzen (ein SMIL-Timesheet kann zur Zeiteinteilung einer SMIL-fähigen Slideshow verwendet werden).
SMIL Timesheets 1.0 wurde vom W3C am 10. Januar 2008 als Arbeitsentwurf herausgegeben. Allerdings wurden aufgrund mangelnder Resonanz von SMIL andere Alternativen implementiert, darunter die Verwendung von CSS-Animationen, um HTML-Seiten zu interaktiven Slideshows zeitlich zu planen und zu animieren.